# Marmylaris
Marmylaris – rodzaj chrząszczy z rodziny kózkowatych i podrodziny zgrzypikowych. 

## Zasięg występowania
Przedstawiciele tego rodzaju występują w płn. Indiach, Nepalu oraz Tajlandii.

## Systematyka
Do Marmylaris należą 2 gatunki:
- Marmylaris buckleyi
- Marmylaris truncatipennis